# スヴェア (小惑星)
スヴェア (329 Svea) は小惑星帯にある大きな小惑星。C型小惑星に分類され、炭素化合物からできていると考えられる。
1892年3月21日にマックス・ヴォルフによってドイツのハイデルベルクで発見され、ドイツ語でスウェーデンという意味の言葉にちなんで命名された。
2011年12月28日に日本で掩蔽が観測され、詳細な形状が判明した。